# 韦氏分馏柱
韦氏分馏柱，又称刺形分馏柱。柱内每隔一定距离就有一组向下倾斜的刺状物玻璃柱，各组刺状玻璃柱呈螺旋状排列的分馏管内。使用该分馏柱的优点是：仪器装配简单，操作方便，残留在分馏柱中的液体少。其缺点是：较同样长度的填充柱分流效率低，适合于分离少量且沸点差距较大的液体。若欲分离沸点相距很近的液体化合物，则必须使用精密分馏装置。